# New Bloomfield (Misuri)
New Bloomfield es una ciudad ubicada en el condado de Callaway en el estado estadounidense de Misuri. En el Censo de 2010 tenía una población de 669 habitantes y una densidad poblacional de 165,37 personas por km².

## Geografía
New Bloomfield se encuentra ubicada en las coordenadas 38°43′2″N 92°5′30″O / 38.71722, -92.09167. Según la Oficina del Censo de los Estados Unidos, New Bloomfield tiene una superficie total de 4.05 km², de la cual 3.97 km² corresponden a tierra firme y (1.79%) 0.07 km² es agua.

## Demografía
Según el censo de 2010, había 669 personas residiendo en New Bloomfield. La densidad de población era de 165,37 hab./km². De los 669 habitantes, New Bloomfield estaba compuesto por el 94.17% blancos, el 1.05% eran afroamericanos, el 0.9% eran amerindios, el 0.6% eran asiáticos, el 0% eran isleños del Pacífico, el 0.75% eran de otras razas y el 2.54% pertenecían a dos o más razas. Del total de la población el 1.2% eran hispanos o latinos de cualquier raza.